# Pomatocalpa macphersonii
Pomatocalpa macphersonii là một loài thực vật có hoa trong họ Lan. Loài này được (F.Muell.) T.E.Hunt miêu tả khoa học đầu tiên năm 1958.